# Brown (motorfiets)
| Brown Standard Model uit 1907 |
| Brown 3½ HP 500 cc uit 1907   |

Brown en Vindec zijn Britse historische merken van motorfietsen.
De bedrijfsnaam was Brown Bros. Ltd., London. De merknaam was in de beginjaren "The Brown".
Brown Bros was een groothandel in auto-, fiets- en motorfietsaccessoires. Het was al in 1897 opgericht door de broers Ernest, Albert, Frederic en John Brown aan Great Eastern Street in Londen, maar ontstond uit een bedrijf uit 1892. De accessoirehandel van de gebroeders Brown was een van de grootste ter wereld. Uiteindelijk verhandelden ze ook complete fietsen, auto's en motorfietsen.
Vanaf 1902 ging men motorfietsen produceren met als merknaam "The Brown". Dat waren 348- en 496 cc eencilinders en 498 cc V-twin zijklepmotoren. Hiervoor werden onder andere Minerva- en Precision inbouwmotoren toegepast. In 1916 werd de productie beëindigd. Na de Eerste Wereldoorlog werd ze weer opgestart, maar de merknaam was nu "Vindec" en de motorfietsen waren eenvoudiger geworden, met lichte tweetaktmotoren en 300 cc JAP viertaktmotoren. In 1929 eindigde de productie van motorfietsen definitief.